# 短胃動脈
短胃動脈（たんいどうみゃく、英語: short gastric arteries）は、脾動脈の末端とその末端部から生じる5-7本の小さな枝からなる。
胃脾間膜の層の間を左から右に通り、胃の大彎に供給し、左胃動脈と左胃大網動脈の枝と吻合する。
胃大網動脈や左胃動脈、右胃動脈と異なり、脾動脈が閉塞している場合、吻合が悪くなる。

胃への血液供給。左胃動脈及び右胃動脈、左胃大網動脈及び右胃大網動脈、短胃動脈